# Soyez sympas, rembobinez
Pour plus de détails, voir Fiche technique et Distribution.
Soyez sympas, rembobinez ou Vidéo sur demande au Québec (Be Kind Rewind) est une comédie franco-américaine réalisée par Michel Gondry, sortie en 2008. Ce film met en scène deux hommes qui, après avoir accidentellement effacé les cassettes du vidéo-club qui emploie l'un d'eux, choisissent de réaliser de façon artisanale des copies des films pour les remplacer. Le film a d'ailleurs lancé le suédage, qui consiste à rejouer un film en amateur.

## Synopsis
À Passaic, dans le New Jersey, Mike est l'employé de Be Kind Rewind, le vidéo-club d'Elroy Fletcher, son père adoptif. Alors que monsieur Fletcher est parti quelques jours étudier les méthodes de la concurrence, la totalité des cassettes VHS de la boutique est effacée par Jerry, un ami de Mike, qui a été magnétisé en tentant de saboter une centrale électrique. Pour sauver le vidéo-club de la faillite et satisfaire la demande des plus fidèles clients, les deux hommes décident de réaliser eux-mêmes les remakes des films effacés.
Après le succès inattendu de leurs versions de SOS Fantômes (Ghostbusters) et Rush Hour 2, ils tournent film sur film avec l'aide d'Alma et de Wilson, l'employé de Jerry. Figurent parmi leurs reprises, RoboCop, 2001, l'Odyssée de l'espace, Boyz N the Hood, Miss Daisy et son chauffeur, Carrie au bal du diable, et Le Roi lion. Ils deviennent bientôt de véritables vedettes locales et on leur réclame toujours plus de films « suédés » (en anglais, sweded).
L'immeuble qui abrite le vidéo-club est menacé de démolition et le FBI, au nom des grands studios de cinéma, procède à la destruction de l'ensemble des cassettes « suédées », pour non-respect des copyrights. Seule la création d'un film au scénario original, réalisé avec l'aide de tous les habitants du quartier et consacré à la vie de Fats Waller, semble pouvoir arranger les choses.

## Fiche technique
- Titre français : Soyez sympas, rembobinez
- Titre québécois : Vidéo sur demande[2]
- Titre original : Be Kind Rewind
- Réalisation et scénario : Michel Gondry
- Photographie : Ellen Kuras
- Musique : Jean-Michel Bernard
- Montage : Jeff Buchanan
- Décors : Dan Leigh, Ron Von Blomberg
- Costumes : Rahel Afiley
- Production : Georges Bermann, Ann Ruark et Julie Fong
  - Producteurs délégués : Toby Emmerich, Guy Stodel
- Sociétés de production : New Line Cinema, Focus Features et Partizan
- Distribution : New Line Cinema (États-Unis), EuropaCorp Distribution (France)
- Budget : 20 millions de dollars[3]
- Format : 2.35 : 1 • 35 mm
- Genre : comédie
- Durée : 102 minutes
- Pays de production :  États-Unis,  France
- Langue originale : anglais
- Dates de sortie[2] : 
  - États-Unis : 20 janvier 2008 (festival du film de Sundance)
  - États-Unis : 22 février 2008
  - France: 5 mars 2008

## Distribution
- Jack Black (VF : Christophe Lemoine) : Jerry Gerber
- Mos Def (VF : Emmanuel Garijo) : Mike
- Danny Glover (VF : Richard Darbois) : Elroy Fletcher
- Mia Farrow (VF : Catherine Lafond) : Miss Falewicz
- Sigourney Weaver (VF : Frédérique Tirmont) : Mme Lawson
- Quinton Aaron : Q
- Gio Perez : Randy
- Basia Rosas : Andrea
- Sacha Bourdo : un homme dans la file d'attente
- Melonie Diaz (VF : Audrey Sablé) : Alma
- Irv Gooch (VF : Frantz Confiac) : Wilson
- Chandler Parker (VF : Donald Reignoux) : Craig
- Heather Lawless (VF : Caroline Klaus) : Sherry
- McKinley Page (VF : Jean-Paul Pitolin) : Brother McDuff
- Kid Creole (VF : Michel Tureau) : l'employé de West Coast Video
- P. J. Byrne (VF : Thierry Bourdon) : M. Baker
- Marceline Hugot (en) (VF : Claire Rossignol) : Miss Essex, l'employée de l'hôtel de ville
- Paul Dinello (VF : Vincent Ropion) : M. Rooney
- Arjay Smith : Manny

## Production

### Attribution des rôles
Kirsten Dunst, qui avait tourné avec Michel Gondry dans Eternal Sunshine of the Spotless Mind, était initialement attachée au projet, avant de se désister.
De nombreux habitants de Passaic ont été engagés, d'abord comme figurants puis pour tenir de petits rôles.

### Tournage
Le tournage a principalement eu lieu à Passaic dans le New Jersey, car Michel Gondry voulait s'éloigner de New York et de ses habitants. Quelques scènes ont cependant été tournées à New York, Hackensack et à River Edge.

## Distinctions
- Black Reel Awards 2008 : nomination au Black Reel Award du meilleur acteur pour Mos Def[6]
- Golden Trailer Awards 2008 : nomination pour le prix des meilleurs génériques

## Accueil

### Accueil critique
Sur l'agrégateur américain Rotten Tomatoes, le film récolte 65 % d'opinions favorables pour 128 critiques. Sur Metacritic, il obtient une note moyenne de 52⁄100 pour 35 critiques.
En France, le site Allociné propose une note moyenne de 3,8⁄5 à partir de l'interprétation de critiques provenant de 25 titres de presse.

### Box-office
| Pays ou région    | Box-office      | Date d'arrêt du box-office | Nombre de semaines |
| ----------------- | --------------- | -------------------------- | ------------------ |
| France            | 505 993 entrées |                            |                    |
| États-Unis Canada | 11 175 164 $    | 1er mai 2008               | 10                 |
| Mondial           | 30 576 510 $    | -                          | -                  |

## Suédage
- Le verbe suéder vient du nom de la Suède car Jerry et Mike prétendent que les films proviennent de ce pays, ce qui leur permet d'expliquer le délai d'approvisionnement des cassettes et leur prix élevé.
- Michel Gondry a lui-même suédé la bande-annonce de son film.
- Un concours de films suédés a été lancé par Michel Gondry sur le site de partage de vidéos Dailymotion. Les 3 vidéos gagnantes, les versions suédées de Tron, Pulp Fiction (en pâte à modeler) et King Kong, sont présentes sur le DVD du film. Depuis le film, de nombreuses vidéos "suédées" ont été produites et mises à disposition sur les sites de partage de vidéo.